# Оруссус паразитический

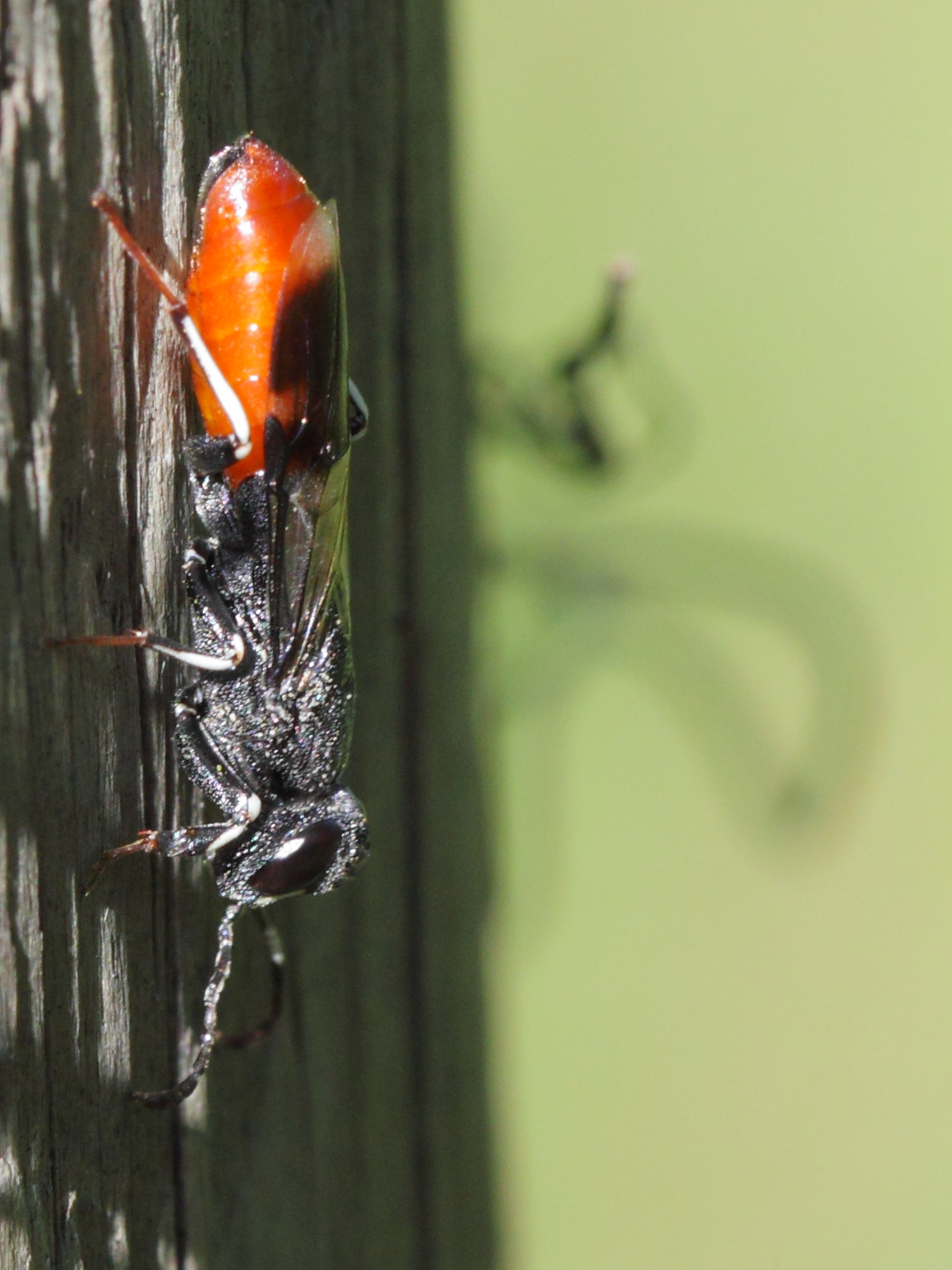

Оруссус паразитический (лат. Orussus abietinus) — вид насекомых из семейства рогохвостов-оруссид (Orussidae). Занесён в Красную книгу Украины, а также в Красные книги Московской области, Приморского края, Крыма, Краснодарского края, Чувашской Республики, Самарской области и другие. До 2021 года был включён в Красную книгу России.
Палеарктика. В России известны несколько популяций из европейской части (включая Предкавказье), Сибири (Прибайкалье) и Дальнего Востока (Приморский край и Сахалин). Вид встречается единично.
Длина тела 9—15 мм. Грудь, голова и первые 2 сегмента брюшка чёрные, 3-й и другие сегменты — красные. Личинки являются эндопаразитами развивающихся в древесине насекомых-ксилофагов (личинок златок, усачей и рогохвостов).